# Adiantum fulvum
Adiantum fulvum är en kantbräkenväxtart som beskrevs av Étienne Fiacre Louis Raoul. Adiantum fulvum ingår i släktet Adiantum och familjen Pteridaceae. Inga underarter finns listade.

## Bildgalleri

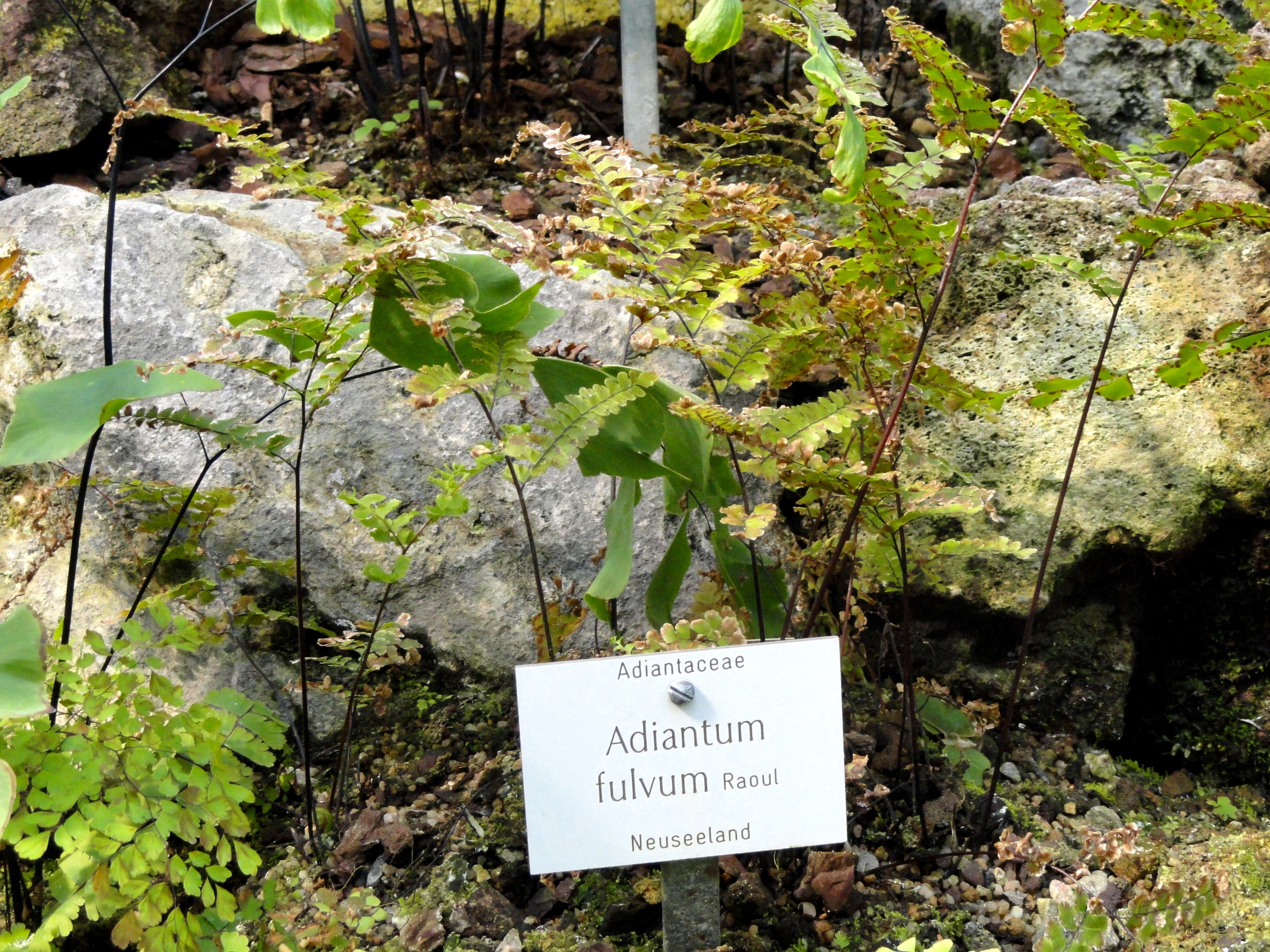